# 皮埃尔·范霍伊东克
佩特吕斯·费迪南德乌斯·约翰内斯·“皮埃尔”·范霍伊东克（荷蘭語：Petrus Ferdinandus Johannes "Pierre" van Hooijdonk，1969年11月2日—），前荷蘭足球運動員，司職前鋒，於2007年從荷蘭勁旅飛燕諾退役。

## 生平

### 早年
雲賀當一生主要都是在名氣不響的球會效力，只有飛燕諾可算例外。他早年效力荷蘭一些小型球會，至1995年轉投蘇格蘭的些路迪，一直效力兩年。後來他與球會因薪金問題不和，結果於1997年離開些路迪。適逢英格蘭球會諾定咸森林銳意大展拳腳，雲賀當遂決定於1997年南下英格蘭，轉投該球會。

### 諾定咸森林
雲賀當加盟諾定咸森林時，球隊正處於英甲(第二級)。全季裡面雲賀當與隊中另一名射手奇雲·金寶合作攻堅，個人計已取得34個入球，連同奇雲金寶入的23球，則合共取得57個入球。出色的表現使雲賀當入選了1998年世界杯荷蘭隊的名單。他只是替補角色，上陣過數場比賽，包括四強對巴西隊的一場。那場雲賀當在補時階段被對方後衛拜安奴拉跌，但球證沒作任何指示。
世界杯後雲賀當回到諾定咸森林，新季球會升上了英超。這時球會正值易主，球隊陣容大變，其中多名主力被掛牌出售，包括上季跟雲賀當合作的奇雲金寶──他被以二百五十萬英鎊賣到土耳其一家小球會。面對人事變動，雲賀當跟球會關係開始緊張。雲賀當批評球隊沒有盡力提升實力，並宣佈自行向球會罷踢，回到以前效力過的荷蘭球會NAC布雷達操練。這舉動受到球會的高層、教練和球迷猛烈抨擊，而雲賀當也只是間斷地上陣。最後諾定咸森林排在榜末降級，雲賀當也於翌季(1999-2000)悄悄的回到荷蘭加盟維迪斯。

### 賓菲加、飛燕諾、費倫巴治等
之後雲賀當經歷多次轉會，先在維迪斯期間協助球會打入歐洲足協杯；2000年他轉到葡萄牙賓菲加，一季內射入19球；隨後他再回到荷蘭加盟班霸飛燕諾，贏得2002年歐洲足協杯，其間雲賀當先後帶領球會打敗了多支熱門球隊，包括國際米蘭、多蒙特和國內死敵PSV燕豪芬。數年間雲賀當表現開始回升，他遂再於2003年前往土耳其加盟當地班霸費倫巴治，結果首季上陣52場比賽入32球。
2004年入選國家隊出戰歐洲國家盃。這也是雲賀當最後出席的國際大賽。而此後他退出國家隊。

### 退役
到2005年中雲賀當鳥倦知還地回到荷蘭重投NAC布雷達，半季後再回到飛燕諾。他早在2006年10月18日宣佈他將會退役，結果他於2007年5月13日最後一場荷甲聯賽後，正式結束長達十八年的球員生涯。